# КЈ ван дер Линде
Кристофел Јоханес ван дер Линде (енгл. Christoffel Johannes van der Linde; 27. август 1980) професионални је јужноафрички рагбиста, који тренутно игра за француски тим Монпеље. У богатој играчкој каријери променио је много тимова. Од 2002. до 2008. играо је за ФС Читасе у Водаком купу, а у најјачој лиги на свету играо је за Лајонсе и Централ Читас. Играо је 2 године за Ленстер, у купу европских шампиона и келтској лиги, али је кубурио са повредама, па се вратио у ЈАР, где ће играти за Стормерсе, Читасе и Лајонсе до 12. децембра 2013. када је потписао за Лондон Ајриш. Ипак у сезони 2013-2014 одиграо је свега један меч за Лондон Ајриш, па се поново вратио у своју домовину и потписао за Истерн Провинс Кингс. Лета 2015. потписао је за Монпеље. Прошао је млађе селекције репрезентације Јужноафричке Републике, а за сениорску је дебитовао 16. новембра 2002. против Шкотске у тест мечу. Први есеј у дресу репрезентације, постигао је 26. новембра 2006. против Енглеске у тест мечу. Био је део репрезентације ЈАР која је освојила светско првенство 2007.